# John Davidsen
John Davidsen (født 12. september 1944, død 9. september 2007) var en dansk kunstner, hvis værker primært var inspireret af popkulturen. Han arbejdede på Eks-skolen med maleri, grafik, eksperimentalfilm og happenings sammen med kollegaer som Poul Gernes, Per Kirkeby, Bjørn Nørgaard og Peter Louis-Jensen. Senere fik hans arbejde mere projektagtig karakter, som f.eks. i brugen af en enkelt rose som motiv for plakater, opsat på reklamesøjler i byen, sideløbende med udstillinger i atypiske udstillingsrum og som tidsskriftbidrag.
John Davidsen var søn af Svend Aage Wilhelm Davidsen og hans hustru Ellen Paludan Nilsen. Han gik på eks-skolen fra 1961 til 1966 og tog året efter på studierejse til New York. I 1968 var Davidsen en af medstifterne af eksperimentalfilmgruppen ABCinema. Han var med til at lave de kollektive eksperimentalfilm Krag-filmen (1969), Rødovrefilmen (1969), Frændeløs (1970), Eftersøgningen (1971), Nadveren (1971), Indeni (1973) og Det gode og det onde (1975). Derudover var Davidsen rekvisitør på erotikfilmen Romantik på sengekanten (1973).
Han ligger begravet på Garnisons kirkegård.